# Дурян-Арменян, Екатерина Михайловна
Екатерина Михайловна Дурян-Арменян (до замужества — Дандурян) (арм. Եկատերինա Դուրյան-Արմենյան; 28 августа 1885, Тифлис, Российская империя — 6 мая 1969, Ереван, Армянская ССР) — советская армянская актриса

. Народная артистка Армянской ССР (1947).

## Биография
С юных лет увлекалась театром. Выступала на любительской сцене.
Дебютировала на театральной сцене в Баку в 1903 году. В 1903—1932 годах играла в Бакинском армянском театре.
В 1914 году обучалась в студии МХАТа.
Выступала на сценах многих городов России и за границей (Болгария, Египет, Турция, Румыния, Иран, Франция). С 1932 по 1969 год — актриса Ленинаканского театра им. А. Мравяна (ныне Гюмрийский драматический театр им. Аджемяна).
Играла в этом театре роли: Кручининой; Анани, Саломэ («Ещё одна жертва», «Разорённый очаг» Сундукяна), Василисы, Полины («Враги», «На дне» Горького), Мария Эстераг («Мой сын» Гергея и Литовского) и др.
По мнению специалистов — актриса большой сценической культуры, обладавшая ярким дарованием.

## Избранные театральные роли
- Маргарит, Сона, Арменуи («Из-за чести», «Злой дух», о. п. Ширванзаде),
- Жанна д'Арк («Орлеанская дева» Ф. Шиллера),
- Офелия («Гамлет» Шекспира),
- Дездемона («Отелло» Шекспира),
- Нора («Кукольный дом» Г. Ибсена),
- фру Альвинг («Привидения» Г. Ибсена),
- Рукайя («Измена» А. Южина-Сумбатова).

Жена армянского советского актёра и режиссёра Армена Арменяна (1871—1965).